# Long Marston (Warwickshire)
Long Marston is een civil parish in het bestuurlijke gebied Stratford-upon-Avon, in het Engelse graafschap Warwickshire met 436 inwoners.